# Johnny Hellweg
Johnny David Hellweg (né le 29 octobre 1988 à Ann Arbor, Michigan, États-Unis) est un lanceur droitier des Ligues majeures de baseball qui a joué avec les Brewers de Milwaukee en 2013.

## Carrière
Johnny Hellweg est drafté par les Marlins de la Floride au 46e tour de sélection en 2007 mais n'est pas mis sous contrat et poursuit sa carrière collégiale à Jacksonville en Floride jusqu'à ce qu'il soit repêché au 16e tour par les Angels de Los Angels en 2008. Hellweg amorce alors immédiatement sa carrière professionnelle dans les ligues mineures avec un club-école des Angels. 
Le 27 juillet 2012, les Angels échangent trois joueurs d'avenir à Milwaukee pour acquérir le lanceur partant étoile Zack Greinke. Hellweg est donc transféré aux Brewers avec l'arrêt-court Jean Segura et le lanceur droitier Ariel Peña.
Hellweg fait ses débuts dans le baseball majeur avec Milwaukee le 28 juin 2013 comme lanceur partant face aux Pirates de Pittsburgh.